# FIFA 22
FIFA 22 ist ein Fußballsimulationsspiel, das von Electronic Arts als 29. Teil der FIFA-Spieleserie entwickelt wurde. Es wurde am 1. Oktober 2021 veröffentlicht.

## Funktionen

### Hypermotion-Technologie
FIFA 22 führte erstmals eine Hypermotion-Technologie ein, welches die Eigenschaften echter Fußballspieler einfängt und in das Spiel überträgt. Dieses Feature ist nur für Xbox Series X/S, PlayStation 5 und Googles Stadia verfügbar. Sogenannte „Xsens-Anzüge“ ermöglichten es den Entwicklern, ein komplettes Team-Motion-Capture mit 22 Profifußballern durchzuführen, die mit hoher Intensität spielten, während sie ihre genauen Bewegungen studierten. Dies bedeutet, dass reale menschliche Bewegungen in einer neuen Detailstufe analysiert wurden, was dazu führt, dass dem Spiel über 4000 neue fußballorientierte Animationen hinzugefügt wurden.

### Karriere-Modus
Eine Änderung im Karrieremodus ist die Wiedereinführung der Option „Einen Club gründen“ in der Managerkarriere. Im Gegensatz zu den letzten Titeln, bei denen die Spieler nur die Kontrolle über ein bestehendes Team übernehmen konnten, haben die Spieler dieses Jahr die Möglichkeit, mit einem von Grund auf neu gebauten Verein auf den Platz zu gehen. Die Spieler können die Heim- und Auswärtstrikots des Teams, das Vereinswappen und das Heimstadion anpassen. Trikots, Wappen und Basisstadion können zu Beginn jeder neuen Saison geändert werden. EA hat auch den Spielerkarrieremodus verbessert, der es dem Charakter des Spielers ermöglicht, von der Ersatzbank zu kommen und Spiele zu spielen.

### Ultimate Team
In FIFA 22 Ultimate Team hat EA einige Funktionen des Spielmodus aktualisiert. Unter anderem hat EA FUT-Heroes-Karten eingeführt. Dies sind Karten mit einer einzigartigen ligaspezifischen Chemie, die an ihren spezifischen Heldenmoment gebunden ist und jedem Spieler innerhalb derselben Liga einen grünen Clublink sowie den üblichen Nationenlink bietet. Spieler, die zum Team der Woche gehören, werden ihre Spielerkartenstatistiken basierend auf ihren realen Erfolgen verbessert, um die Nähe des Spiels zum realen Fußball widerzuspiegeln. In früheren Spielen waren 22 Ones-to-Watch-Spieler verfügbar, weitere sechs wurden in FIFA 22 hinzugefügt. Wie in FIFA 21 sind FIFA-Ikonen mit ehemaligen Stars im Spiel; Iker Casillas, Robin van Persie, Wayne Rooney und Cafu sind neu hinzugekommen. Spieler haben auch die Möglichkeit, Silber- und Gold-Spielerpakete in gewissen zeitlichen Abständen in einer Vorschau anzuzeigen, indem sie es den Spielern ermöglichen zu sehen, was sie bei einem Kauf erhalten würden.

### Volta Fußball
Neue Volta-Mechaniken in FIFA 22 ermöglichen es den Spielern, während eines Spiels besondere Fähigkeiten auszulösen, die den Avatar eines Spielers in einem bestimmten Attribut verbessern würden. Es stehen drei charakteristische Fähigkeiten zur Verfügung: Power Strike, Pure Pace und Aggressive Tackle. Spieler von FIFA 22 haben außerdem die Möglichkeit, mit bis zu drei Spielern in verschiedenen Online-Minispielmodi zu spielen, die Teil der neuen Volta Arcade sein werden.

### Lizenzen
Das Spiel bietet mehr als 30 offiziell lizenzierte Ligen, über 700 Vereine und über 17.000 Spieler. Erstmals ist die Indian Super League mit ihren elf Teams hinzugekommen, sowie die UEFA Europa Conference League, die dritte Spielklasse des europäischen Klubfußballs. Nach dem Verlust von mehreren Lizenzen wurden 17 Nationalmannschaften aus dem Spiel entfernt.

## Editionen
FIFA 22 ist in zwei Editionen (einer Standard-Edition und einer Ultimate-Edition) verfügbar. Die vorherigen Spiele hatten eine Champions-Edition, die FIFA 22 nicht besitzt.
Spielern, die die Ultimate Edition bereits vorbestellt hatten, wurde ein Vorbestellerbonus von vier Tagen gewährt, der am 27. September 2021 startete. In dieser Zeit konnten sie das Spiel vorab spielen.

## Rezeption
FIFA 22 erhielt überwiegend durchschnittliche Bewertungen. Die Rezensionsdatenbank Metacritic aggregiert Rezensionen der PS5-, PC- sowie Xbox-Series-X-Version zu Mittelwerten zwischen 73 und 78 von 100 Punkten.

„Die neueste EA-Kickerei ist kein schlechtes Spiel, bietet nach wie vor eine große Modi-Vielfalt, darunter kurzweiligen Volta-Spaß und diverse Varianten, die Solisten lang vor den Rechner fesseln können. Aber reichen die vielen bekannten Features, das wie eine Monstranz vor sich hergetragene dicke Lizenzpaket und das nach wie vor gute, aber doch so bekannte Spielgefühl, um den Kaufpreis zu rechtfertigen? Mir nicht!“

„FUT bleibt in FIFA 22 pay-to-win, dafür begeistert die Karriere mit eigenem Verein und auf dem virtuellen Grün fühlt es sich einfach gut an.“

„Bevor ihr FIFA 22 kauft, informiert euch bitte darüber, welche Inhalte die Version für eure Konsole bietet und ob euch die Neuerungen ausreichen. In diesem Jahr klafft die Schere dank PS5 und Xbox Series X/S nämlich noch weiter auseinander. Während die Reihe auf der ‚Next-Gen‘ unter anderem dank Hypermotion und Machine Learning einen für viele spürbaren Schritt nach vorne macht, das vielleicht beste Fußballerlebnis aller Zeiten auf dem Rasen bietet, verlieren sich die Versionen für PS4 und Xbox One in teils netten Detailverbesserungen. Von der lächerlichen Legacy Edition der Switch ganz zu schweigen, in der sich seit Jahren abseits des Kader-Updates nichts mehr getan hat.“